# Kostelany nad Moravou
Ne doit pas être confondu avec Kostelany.
Kostelany nad Moravou (en allemand : Kostelan an der March, littéralement « Kostelany sur la Morava ») est une commune du district d'Uherské Hradiště, dans la région de Zlín, en Tchéquie. Sa population s'élevait à 915 habitants en 2020.

## Géographie
Kostelany nad Moravou se trouve sur la rive droite de la Morava, à 7 km à l'ouest-sud-ouest du centre d'Uherské Hradiště, à 28 km au sud-ouest de Zlín, à 61 km à l'est-sud-est de Brno et à 244 km au sud-est de Prague.
La commune est limitée par Zlechov et Staré Město au nord, par Uherské Hradiště à l'est, par Ostrožská Nová Ves au sud-est et au sud, et par Nedakonice à l'ouest.

## Histoire
La première mention écrite du village date de 1131.